# Isidoro Ibarra
Isidoro Ibarra (2 de outubro de 1992) é um jogador de hóquei sobre grama argentino, campeão olímpico

## Carreira
Isidoro Ibarra integrou o elenco da Seleção Argentina de Hóquei Sobre Grama, nas Olimpíadas de 2016. Na Rio 2016 sagrou-se campeão olímpico.